# Every Country’s Sun
Every Country’s Sun – dziewiąty album studyjny szkockiego zespołu Mogwai. Został wydany 1 września 2017 roku jednocześnie w Wielkiej Brytanii, Europie i Stanach Zjednoczonych jako CD i LP i digital download.

## Historia albumu
Swój dziewiąty album studyjny Mogwai zrealizował po trzech latach od czasu poprzedniego albumu studyjnego, Rave Tapes. W 2015 roku z zespołu odszedł gitarzysta John Cummings, a czterej pozostali muzycy (gitarzysta i wokalista Stuart Braithwaite, klawiszowiec Barry Burns, basista Dominic Aitchison i perkusista Martin Bulloch) nagrali dwa albumy ze ścieżkami dźwiękowymi do filmów, Atomic i Before the Flood. W albumie studyjnym Every Country’s Sun pozostało wiele z doświadczeń zespołu, zgromadzonych przez ponad dwie dekady jego działalności, zwłaszcza z surowej, agresywnej melodyki lat 90. XX wieku. Album został zrealizowany we współpracy z Dave’em Fridmannem, który był producentem wczesnych albumów zespołu, Come On Die Young i Rock Action. Nagrania z albumu zostały po raz pierwszy zaprezentowane publicznie w czerwcu 2017 roku podczas wiosennego festiwalu Primavera Sound w Barcelonie.

## Lista utworów

### Podwójny LP
| 1. | Coolverine        |  |
|    |                   |  |
| 2. | Party In The Dark |  |
|    |                   |  |
| 3. | Brain Sweeties    |  |
|    |                   |  |

| 1. | Crossing The Road Material |  |
|    |                            |  |
| 2. | Aka 47                     |  |
|    |                            |  |
| 3. | 20 Size                    |  |
|    |                            |  |

| 1. | 1000 Foot Face         |  |
|    |                        |  |
| 2. | Don't Believe The Fife |  |
|    |                        |  |

| 1. | Battered At A Scramble |  |
|    |                        |  |
| 2. | Old Poisons            |  |
|    |                        |  |
| 3. | Every Country's Sun    |  |
|    |                        |  |

| 1.  | Coolverine                 | 6:16  |
|     |                            |       |
| 2.  | Party In The Dark          | 4:02  |
|     |                            |       |
| 3.  | Brain Sweeties             | 4:43  |
|     |                            |       |
| 4.  | Crossing The Road Material | 6:58  |
|     |                            |       |
| 5.  | Aka 47                     | 4:16  |
|     |                            |       |
| 6.  | 20 Size                    | 4:44  |
|     |                            |       |
| 7.  | 1000 Foot Face             | 4:31  |
|     |                            |       |
| 8.  | Don't Believe The Fife     | 6:23  |
|     |                            |       |
| 9.  | Battered At A Scramble     | 4:02  |
|     |                            |       |
| 10. | Old Poisons                | 4:30  |
|     |                            |       |
| 11. | Every Country's Sun        | 5:37  |
|     |                            |       |
|     |                            | 56:02 |
|     |                            |       |

## Odbiór

### Opinie krytyków
| Oceny łączne              | Oceny łączne |
| Publikacja                | Ocena        |
| ------------------------- | ------------ |
| Album of the Year         | 79/100       |
| AnyDecentMusic?           | 7.6/10       |
| Metacritic                | 79/100       |
| Recenzje                  |              |
| Publikacja                | Ocena        |
| AllMusic                  | [ 7 ]        |
| The A.V. Club             | B+           |
| The Arts Desk             | [ 9 ]        |
| Clash                     | 8/10         |
| Classic Rock              | [ 11 ]       |
| DIY                       | [ 12 ]       |
| Drowned in Sound          | 8/10         |
| Evening Standard          | [ 14 ]       |
| Exclaim!                  | 8/10         |
| Far Out Magazine          | [ 16 ]       |
| Financial Times           | [ 17 ]       |
| The Guardian              | [ 18 ]       |
| The Independent           | [ 19 ]       |
| The Irish Times           | [ 20 ]       |
| laut.de                   | [ 21 ]       |
| The Line of Best Fit      | 9/10         |
| Loud And Quiet            | 9/10         |
| musicOMH                  | [ 23 ]       |
| No Ripcord                | 8/10         |
| Northern Transmissions    | 7.0/10       |
| The Observer              | [ 26 ]       |
| Paste                     | 7.3/10       |
| Pitchfork                 | 7.6/10       |
| PopMatters                | 6/10         |
| The Quietus               | [ 30 ]       |
| Record Collector          | [ 31 ]       |
| The Skinny                | [ 32 ]       |
| Sputnikmusic              | 4.0/5        |
| The Sydney Morning Herald | [ 34 ]       |
| Under the Radar           | 8/10         |
| XS Noise                  | 9/10         |

Album zyskał następujące oceny średnie w serwisach agregujących recenzje: 79/100 na podstawie 36 recenzji krytycznych zebranych w Album of the Year, 7.6/10 na podstawie 32 recenzji w AnyDecentMusic? oraz 79/100 na podstawie 26 recenzji w Metacritic.
Zdaniem Heather Phares z AllMusic odejście Cummingsa nie odcisnęło piętna na muzyce zespołu, który na swoim najnowszym albumie skupił się na „wyrażaniu skrajności swojego minimalizmu i maksymalizmu”. Przykładem tego są kolejne utwory: otwierający album „Coolverine” (rozpoczynający się „migotliwym brzmieniem instrumentów klawiszowych i łagodnym basem”, przechodzącym następnie w kulminację osiągniętą przy pomocy gitar, syntezatorów i instrumentów dętych), „Brain Sweeties” (będący dźwiękową rzeźbą zbudowaną z gitary, perkusji i delikatnego brzmienia syntezatorów), „Aka 47” (z nastrojowym syntezatorem i elektryczną gitarą hawajską), „Battered at a Scramble” („gitarowy trening, przypominający Rock Action”) i finałowy „Every Country's Sun” (z „głębokimi drone i eksplodującymi gitarami). „Every Country’s Sun ma wystarczająco dużo świetnych momentów, by zadowolić fanów” – podsumowuje recenzentka.
Fionn Crossan z magazynu XS Noise uważa, że „Every Country’s Sun to kontynuacja twórczości zespołu płynącego na fali kreatywności. Ponieważ post-rock jest gatunkiem, który jest nękany przez stylistyczne klisze, Mogwai był w stanie dodać coś nowego do swojego brzmienia z każdym wydawnictwem, umiejętność ta była jeszcze bardziej widoczna od czasu Rave Tapes i wszystkich kolejnych wydawnictw, w tym tego”. W podsumowaniu stwierdza, iż Every Country’s Sun to „King Kong wypuszczony na wolność w Nowym Jorku”.
W ocenie Corrie Innes z magazynu The Skinny Mogwai „na swoim dziewiątym studyjnym albumie łączą elementy z całej swojej kariery w monumentalną całość. Album w dużej mierze odchodzi od krautrockowej, syntezatorowej estetyki Rave Tapes na rzecz większych, bardziej rockowych pejzaży dźwiękowych przypominających The Hawk is Howling czy Rock Action, a słyszalnych szczególnie w Coolverine i kulminacyjnym utworze tytułowym”.
„Niewiele zespołów tworzy świetną muzykę w swojej trzeciej dekadzie [bycia] razem, ale Mogwai kontynuuje szczególnie solidną formę, w jakiej jest od czasu Les Revenants z 2013 roku, na swoim dziewiątym studyjnym albumie, Every Country’s Sun – zauważa Dave Simpson z dziennika The Guardian i dodaje „album, jak zawsze, zbudowany jest z dobrze znanych Szkotom instrumentalnych figur. (…) Jednak ich charakterystyczne brzmienie nieustannie i nieznacznie ewoluuje, ponieważ niczym rzeźbiarze tworzą swój kanon, nieustannie udoskonalając najdrobniejsze szczegóły. Syntezatorowe rytmy mieszają się z charakterystycznymi gitarami. 
Element doświadczenia w muzyce albumu podkreśla również Adam Turner-Heffer z magazynu Drowned in Sound: „Od ponad 20 lat Mogwai jest tak niezawodnym i godnym zaufania zespołem, jakiego można sobie życzyć. Niewiele jest zespołów, którym udało się pozostać tak niezwykle spójnymi przez tak długi czas, a Mogwai są jednym z nich. Pomaga w tym fakt, że art-rockowy zespół z Glasgow ma całkiem znajome brzmienie, którego jest utrzymane na Every Country’s Sun, dziewiątym studyjnym albumie zespołu”. Według recenzenta większość materiału najnowszej płyty Mogwai „wydaje się być spojrzeniem zarówno wstecz, jak i w przyszłość”. Przykładem pierwszego są dwa pierwsze utwory: Coolverine i Party in the Dark, mające brzmienie zaprezentowane na albumie Young Team. Na swoim ósmym albumie, Rave Tapes, zespół wyszedł „poza zwykły flirt z syntezatorami i muzyką elektroniczną. Na Every Country’s Sun widać lekki krok wstecz, jeśli chodzi o ogólne brzmienie. Ostatecznie jednak, pomimo tych drobnych obaw, nie da się zaprzeczyć, że Mogwai to świetna pieśń, chociaż znajoma” – konkluduje autor.
„Eksplorując przestrzeń, którą dała im nieobecność Cummingsa i studyjne sztuczki Fridmanna, stworzyli album, który jest pełen detali i subtelności” – ocenia Sam Shepherd z musicOMH precyzując: „w mniejszym stopniu niż poprzednio, Every Country’s Sun opiera się na gitarowej kakofonii, a także na przezornym wykorzystaniu klawiszy i syntezatorów oraz zaskakującym wykorzystaniu basu Dominica Aitchisona jako tajnej broni zespołu. Dzięki wysunięciu basu na pierwszy plan, zarówno migotliwe tony Coolverine, jak i wolno płonący nastrój Brain Sweeties, zostają złapane za kark i popchnięte w kierunku swoich finałów”. Zdaniem autora album pokazuje, że „w tym zespole jest jeszcze mnóstwo życia, że [jego członkowie] zmieniają się i rozwijają, nawiązując jednocześnie do przeszłości. Ale co najważniejsze, wciąż tworzą ciekawe, witalne albumy”.
Brian Coney z The Line of Best Fit uważa, iż „Every Country’s Sun ukazuje szkocki kwartet, który nie tylko trafia w idealny punkt pomiędzy nawiązywaniem do minionej chwały i jednoczesnym patrzeniem w przyszłość, ale wręcz go przebija”.
Wysoko ocenia album (4 gwiazdki) Jake Kennedy z magazynu Record Collector: „Mogwai zmienili się w prawdziwy zespół. Pewnie, oni zawsze byli zespołem, ale na swoim dziewiątym albumie pozbyli się czegoś i teraz suną z gracją. Czuć, że ten czteroosobowy zespół wyewoluował w coś naprawdę intuicyjnego, zbliżając się niczym wolno płynący liniowiec oceaniczny (…).
„Grupa urosła do rangi uznanego, międzynarodowego zespołu, od 22 lat z niezawodną muzyczną formułą, która jest stabilna jak wolno palący się lont. Ta niezwykła spójność sprawia, że Every Country’s Sun przypomina album z największymi hitami, nawet jeśli składa się z zupełnie nowych utworów” – twierdzi Alex McLevy z The A.V. Club.
Według Johna S.W. MacDonalda z magazynu Pitchfork „przez ostatnią dekadę albumy Mogwai ze ścieżkami dźwiękowymi mogły przyćmić ich oficjalne wydawnictwa studyjne”. Jako przykład podaje muzykę zespołu do francuskiego filmu telewizyjnego Powracający oraz do filmu dokumentalnego BBC Atomic, Living in Dread and Promise, w których zespołowi udało się „wydestylować brutalną siłę dźwięku z zaskakującą subtelnością i wdziękiem”. Autor twierdzi, iż Mogwai „uwolnieni od presji tworzenia wielkich, samodzielnych albumów, mogą się zrelaksować i pozwolić, by ponad 20 lat post-rocka naturalnie prowadziło ich rękę w studiu” jednak zauważa, że z wyjątkiem „doskonałego, odkrywczego” Hardcore Will Never Die, but You Will, ostatnim albumom [studyjnym] Mogwai zabrakło zręczności. Poruszając się w kręgu swego stylu z początków swojej działalności, krautrocka i analogowej elektroniki zespół „mijając się z celem niemal tak często, jak go trafiając - z trudem znajdował stałą ścieżkę rozwoju. Na Every Country’s Sun, swoim dziewiątym albumie, Mogwai odnajdują swój środek ciężkości”. W swoich najlepszych momentach album jest „odważny, ostry, bezpretensjonalny i porywająco klaustrofobiczny - dzieło głośności i przemocy w ciasnych przestrzeniach”.
Zdaniem Jordana Bluma z PopMatters „rozczarowujące jest, że pomimo kilku przyjemnych momentów, ich najnowsze dzieło, Every Country’s Sun, nie dorównuje swoim poprzednikom”. Autor uzasadnia to tym, że choć wiele z formuły Mogwai pozostało, to dziewiąte studyjne wydawnictwo jest znacznie mniej zróżnicowane (zarówno pod względem barw, jak i poziomów intensywności), melodyjne, poruszające i zapadające w pamięć niż większość jego poprzedników. Jak wiele albumów wydanych w tym [2017] roku, płyta została zainspirowana po części przez ostatnie globalne turbulencje.

To, co dzieje się na świecie politycznie i społecznie, musi mieć wpływ na ciebie... Jakoś dochodziliśmy do siebie po szkockim referendum, potem po śmierci Davida Bowiego, nadszedł Brexit, a potem Trump... Myślę, że on [album] może być odbierany jak pewnego rodzaju tarcza przed tym.

Również Mogwai Damien Morris z The Observer nisko ocenił album (2 gwiazdki z 5): według niego poza utworem „Don't Believe the Fife”, w którym „czuje się definitywnie Mogwai” reszta albumu jest „słabo skonstruowana. Utwory meandrują między niezaangażowanym minimalizmem a introwertycznym stadionowym progresem, nie wzbudzając żadnej niezbędnej radości ani transcendencji”.

### Listy tygodniowe
| Kraj              | Lista                      | Pozycja |
| ----------------- | -------------------------- | ------- |
| Austria           | Austrian Charts            | 52      |
| Belgia            | Ultratop (Flandria)        | 21      |
| Belgia            | Ultratop (Walonia)         | 19      |
| Francja           | Les Charts                 | 81      |
| Grecja            | Official IFPI Charts       | 29      |
| Hiszpania         | Spanish Charts             | 41      |
| Holandia          | MegaCharts                 | 85      |
| Irlandia          | Irish Albums Chart         | 45      |
| Niemcy            | Offizielle Deutsche Charts | 29      |
| Stany Zjednoczone | Independent Albums         | 17      |
| Stany Zjednoczone | Vinyl Albums               | 17      |
| Szkocja           | Scottish Albums Chart      | 2       |
| Szwajcaria        | Schweizer Hitparade        | 28      |
| Wielka Brytania   | UK Albums Chart            | 6       |
| Wielka Brytania   | UK Independent Albums      | 3       |